# Harold I van Engeland
Harold I Hazenvoet, Engels: Harold Harefoot (Engeland, ca. 1016 – Oxford, 17 maart 1040) was koning van Engeland van 1035 tot 1040. Hij was de zoon van koning Knoet van Denemarken en Engeland, en diens eerste vrouw Ælfgifu. Zijn bijnaam "Hazenvoet" kreeg hij wegens zijn snelheid en vaardigheid bij de jacht.
Nadat hij, als onwettige zoon van Knoet, zichzelf als opvolger van zijn vader tot koning van Engeland had uitgeroepen, zette zijn halfbroer Hardeknoet, de wettige erfgenaam, een expeditie op touw om zijn recht op de troon op te eisen maar nog voor hij arriveerde, overleed Harold I. Zijn lijk werd op last van de tot koning gekroonde Hardeknoet opgegraven, postuum onthoofd, en in een moeras geworpen.
- International Standard Name Identifier: 0000 0000 3742 5054
- Library of Congress Control Number: nb2008006486
- Museum of New Zealand Te Papa Tongarewa: 66194
- Virtual International Authority File: 11837863
- WorldCat: E39PBJvCMyQ8xyJpdrRPJhJdQq